# Daniel Faria

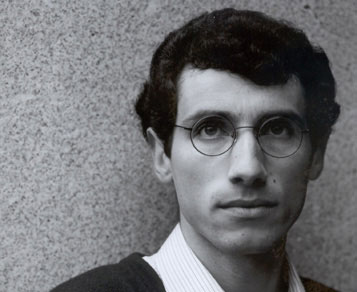
Daniel Faria

Daniel Augusto da Cunha Faria (* 10. April 1971 in Baltar, Paredes; † 9. Juni 1999 im Kloster Singeverga bei Porto) war ein portugiesischer Dichter und katholischer Theologe. Sein  Werk machte ihn zu einem der bekanntesten Lyriker seiner Generation in Portugal und zu einem der bedeutendsten Lyriker am Ende des 20. Jahrhunderts in Portugal. Darüber hinaus gilt er als ein bedeutender Vertreter moderner katholischer Dichtung Portugals.

## Leben
Schon als Kind soll er sich durch große Frömmigkeit ausgezeichnet und schon früh den Wunsch Priester zu werden gehabt haben. Er besuchte verschiedene katholische Seminare und beendete 1998 sein Theologiestudium. Zugleich studierte er von 1994 bis 1998 Literaturwissenschaften in Porto.
Da er schon früh zu schreiben begonnen hatte, hatte er bis zu seinem Tod verschiedene Gedichte in Zeitschriften veröffentlicht und auch einige Preise gewonnen. 1997 trat er als Novize ins Kloster São Benedicto in Vitoria ein, um 1998 ins Kloster Singeverga bei Porto zu wechseln. Er stürzte in der Nacht vom 3. auf den 4. Juni sehr schwer und kam ins Hospital São João, wo er operiert wurde und ins Koma fiel. Dort erlag er seinen Verletzungen am 9. Juni 1999.
Nach ihm ist der für Jugendliche ausgeschriebene Daniel-Faria-Literaturpreis benannt. Sein Werk ist bisher nicht ins Deutsche übertragen worden. Sein Werk trägt mystisch-romantische Züge und ist vergleichbar mit dem Werk von Teixeira de Pascoaes. Mittlerweile trägt auch eine Schule in Baltar den Namen des Dichters: Escola Secundaria Daniel Faria de Baltar.
2020 wurde ein 11-minütiger Werbefilm für die Stadt Paredes gedreht, der hauptsächlich von Daniel Faria handelt. Die Region um die Stadt wird in eindrucksvollen Bildern gezeigt, während Verse von Daniel Faria situationsbedingt eingebaut wurden. Der Film heißt „Filme de Promoção do Turismo e Cultura de Paredes, in Memorium do Poeta Daniel Faria“. Für ein internationales Publikum hat der Film Untertitel in englischer Sprache.

### Jubiläum 50. Geburtstag
Zum 50. Geburtstagsjubiläum richtete die Portugiesische Republik eine Gedenkseite für den Dichter ein und es soll auch ein Kolloquium geben, dass sich sehr intensive mit Leben und Werk des Dichters beschäftigt. Schirmherr ist der Präsident der Portugiesischen Republik, Marcelo Rebelo de Sousa.
Ebenfalls zum 50. Geburtstag errichtete das Bistum Lamego in Granjinha, Tabuaço, das Casa Daniel, das nach Daniel Faria benannt ist, eine Meditationsstätte, die an den Mönch und mystischen katholischen Dichter erinnern und Menschen die Möglichkeit geben soll, dort zu meditieren, aber auch Künstler dürfen dort tätig sein.
In Madrid wurde im Oktober 2021 in einem Kulturclub das Werk von Faria rezipiert. Kardinal Tolentino Mendonça bezeichnete Faria als „einen der wichtigsten Lyriker Portugals, die im 20. Jahrhundert geboren wurden und jetzt im 21. Jahrhundert entdeckt wird.“

## Werke
- Uma Cidade com muralha, 1991, Gedichte.
- Oxalida, 1992, Gedichte.
- A casa dos ceifeiros, 1993, Gedichte.
- Homens que são com lugares mal siutados, 1998, Gedichte.
- Explicação dos Arvores e de outros animais, 1998, Gedichte.
- A vidae conversação de Frei Agostinho entre a aprendizagem e o ensino da cruz, 1999, Gedichte.
- Legenda para uma casa habitada (posthum), 2000, Gedichte.
- Dos Liquidos, (posthum), 2000, Gedichte.
- Poesia. Quasi Edições, Famalicão 2003. (Enthält alle vorangegangenen Publikationen sowie Jugendgedichte und zuvor unveröffentlichte Werke)